# Otniel (Israëlische nederzetting)

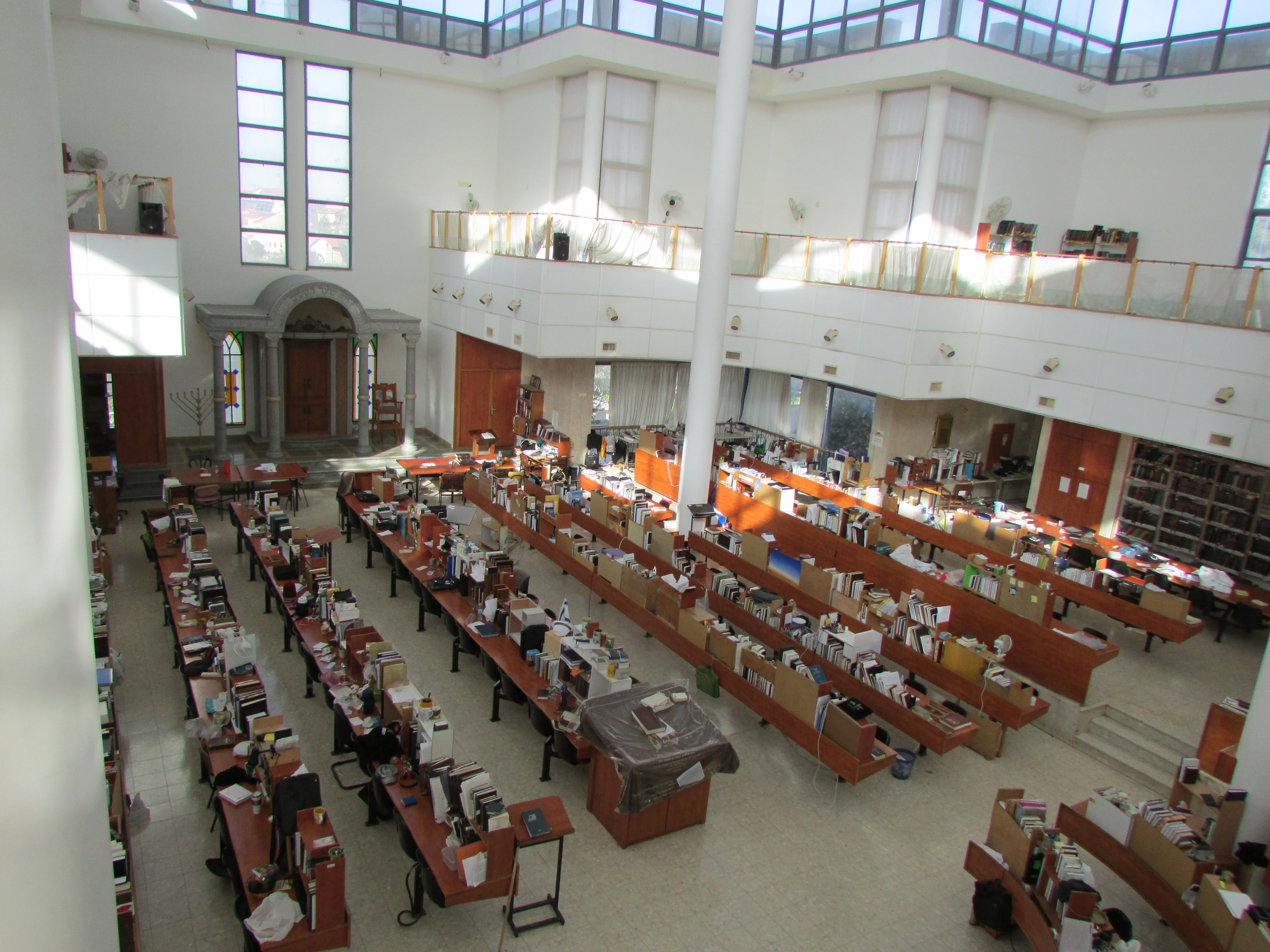
De jesjiva in Otniel

Otniel (Hebreeuws: עָתְנִיאֵל) is een Israëlische nederzetting op de Westelijke Jordaanoever. Het dorp heeft circa 1000 inwoners en is genoemd naar de Bijbelse richter Otniël.

## Geschiedenis
Otniel is gesticht in 1983. Het dorp is sindsdien uitgebreid en er zijn enkele voorzieningen gekomen, zoals een school, een zwembad, een bibliotheek en een synagoge aanwezig. Bekend is de zogenaamde Jesjiva in het dorp, een Talmoedschool.

### Conflict
Op 27 december 2002 werd het dorp aangevallen door twee Palestijnse militanten. Er vielen vier doden. Ook de twee aanvallers kwamen om het leven. Ook in 2011 en 2016 waren er dodelijke aanvallen.

## Status
De Europese Unie, de Verenigde Naties en de meerderheid van de internationale gemeenschap bestempelen de nederzettingen als illegaal volgens het internationaal recht. Een groot aantal VN-veiligheidsraadsresoluties (446, 452, 465, 471, 2334) hebben de kolonies dan ook als zodanig bestempeld. Israël bestrijdt dit.